# Parque eólico de Gansu
O Projeto Parque eólico de Gansu ou Parque eólico Jiuquan é um grupo de grandes parques eólicos em construção na província ocidental de Gansu, na China. O Parque eólico está localizado em áreas desérticas perto da cidade de Jiuquan em duas localidades do condado de Guazhou e também perto da cidade de Yumen, na província noroeste de Gansu, que tem vento em abundância. Em 2015, o complexo estava operando com menos de 40% de utilização dos atuais 8 GW, com uma capacidade planejada de 20 GW. Em 2017, os 2.383km da linha de transmissão de Jiuquan - Hunan entraram em serviço conectando o complexo remoto à rede regional de Hunan, permitindo a utilização total de sua capacidade de geração.

## Visão geral
O projeto é um dos seis megaprojetos nacionais de energia eólica aprovados pelo governo chinês. Espera-se que cresça para 20 gigawatts até 2020, a um custo estimado de US$ 17,5 bilhões. O projeto está sendo construído por mais de 20 desenvolvedores.

## Fases de construção

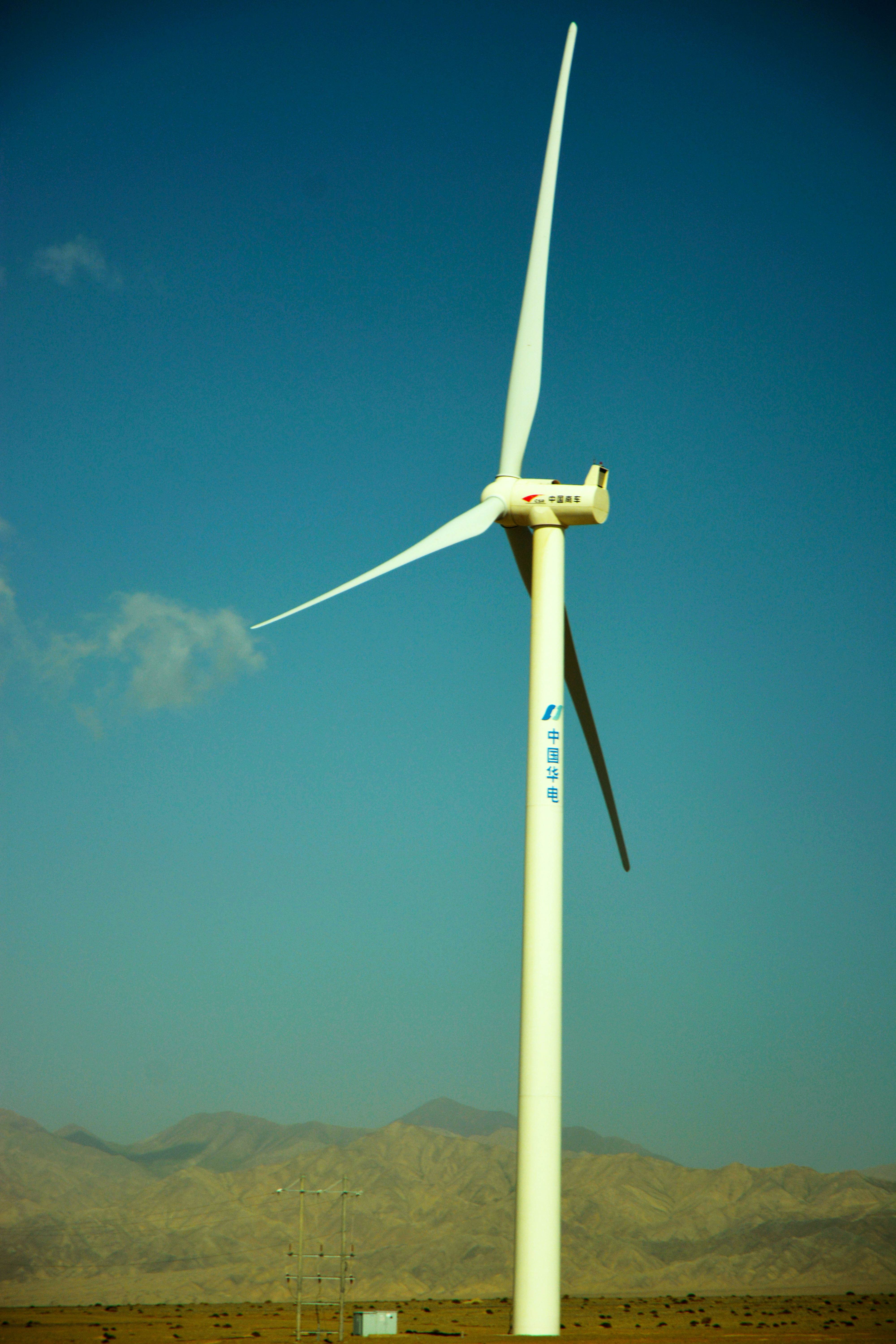
Uma turbina eólica no parque eólico

A capacidade planejada era de 5.160 MW até 2010, 12.710 MW até 2015 e 20.000 MW até 2020.
A energia em 2012 estava sendo comprada por 0,54 yuan por kWh, em comparação com a eletricidade de usinas movidas a carvão a 0,3 yuan por kWh. Desde o início das operações, cerca de 6,26 bilhões de kWh foram gerados em 31 de outubro de 2011, com 5,96 bilhões de kWh produzidos em 2011.
Em novembro de 2010, as autoridades anunciaram a conclusão da primeira fase do projeto, envolvendo a instalação de mais de 3.500 turbinas eólicas com capacidade instalada de aproximadamente 5.160 MW. A capacidade total instalada aumentou para aproximadamente 6.000 MW em março de 2012, aproximadamente equivalente a toda a capacidade de energia eólica do Reino Unido na época.

## Centro de controle coordenado
Em 1º de março de 2012, um "sistema de controle coordenado de energia eólica" foi implementado para ajustar a produção dos 18 parques eólicos do Projeto parque eólico Gansu, que totalizam 10 GW, para atender a rede de transmissão, que está limitada a 1,5 GW. Isso permitiu a produção de 1 GWh a mais por dia do que anteriormente e melhora muito a estabilidade do sistema.
A redução das operações das turbinas eólicas é um método de primeira ordem para lidar com a intermitência do vento, mas normalmente perde a produção disponível quando a capacidade de transmissão da rede elétrica é atingida. Outros métodos envolvem uso industrial local adicionado ou capacidade de armazenamento local adicionada.

## Demanda e utilização

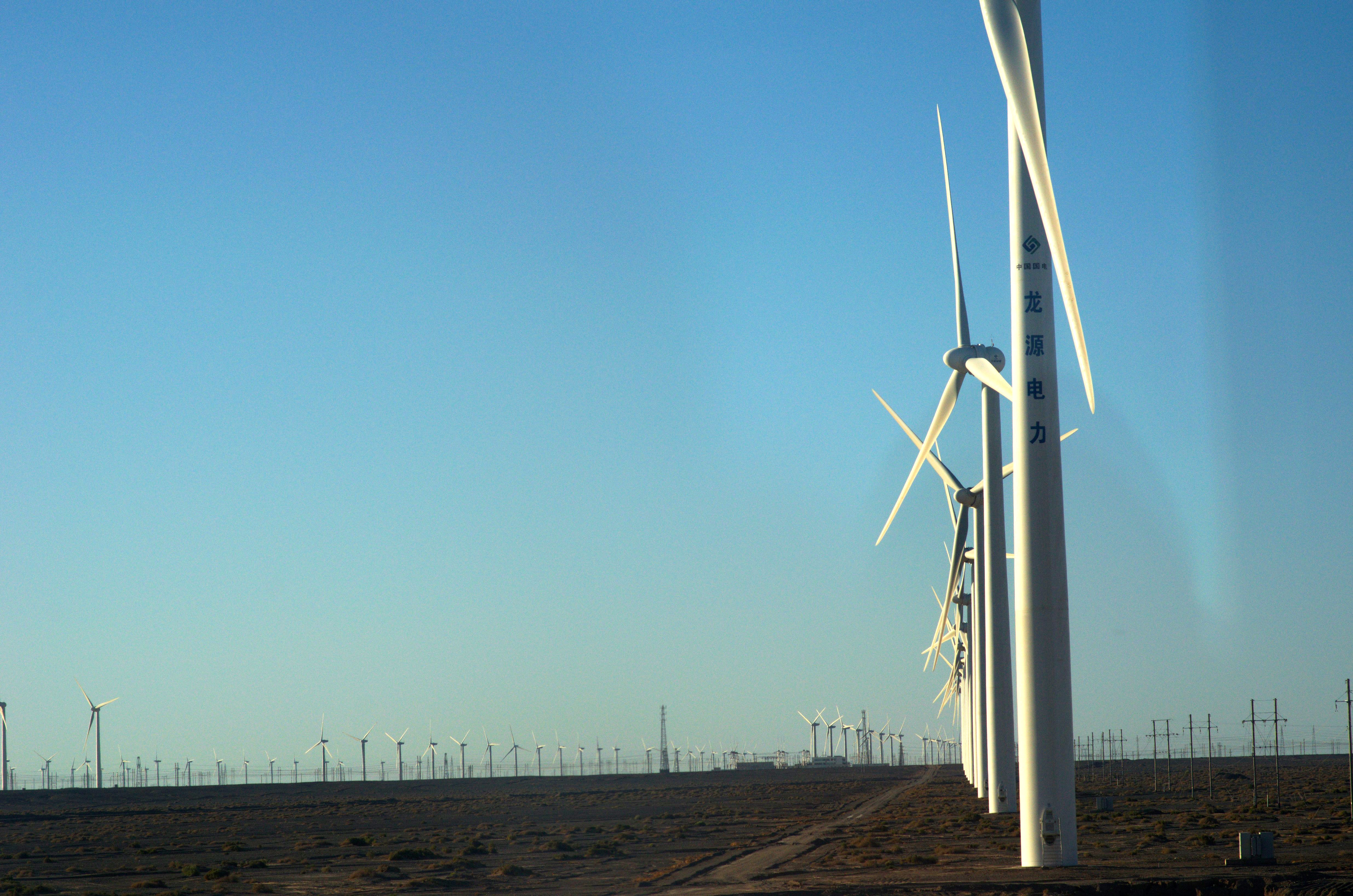
Parque Eólico Gansu

Com o favoritismo do governo local em relação ao carvão e capacidade inadequada de transmissão de longa distância, Gansu "agora tem algumas das maiores taxas de subutilização no setor eólico da China". As estatísticas da Administração Nacional de Energia mostraram que 39% da capacidade eólica em 2015 em Jiuquan foi desperdiçada.
Em 2015, Gansu estava longe da capacidade total e o parque eólico estava produzindo menos da metade de seu potencial total. As duas principais razões pelas quais isso está acontecendo é que Gansu está localizada longe das principais cidades chinesas e há uma falta de demanda por energia eólica na China.
O parque eólico de Gansu fica ao longo do deserto de Gobi, onde há ventos extremamente fortes. No entanto, esse local fica a cerca de mil milhas das cidades portuárias de alta densidade da China, que serviriam como o maior consumidor dessa energia. Faltam infraestrutura e linhas de transmissão suficientes que permitam o escoamento da energia para as cidades. Ainda há pouca demanda por energia eólica na China em comparação com o carvão. Embora o governo central da China esteja tentando ativamente reduzir suas emissões e construir seu setor de energia limpa, os governos locais ainda empurram o carvão para suas indústrias locais porque gera mais produção econômica e porque o carvão é extraído localmente, o que ajuda as empresas locais de carvão.